# Janice Baird
Janice Baird es una soprano norteamericana nacida en Nueva York el 10 de enero de 1963.
Comenzó su carrera como mezzosoprano y tomó clases de perfeccionamiento con Astrid Varnay y Birgit Nilsson.
Se especializa en papeles de Wagner y Strauss. También canta Turandot, Lady Macbeth, Abigaille y Leonora en Fidelio.
Ha cantado en teatros de Europa (Roma, Viena, Zúrich, Atenas, Trieste, Essen, Catania, Ginebra, Marsella, Sevilla, Bilbao, Hamburgo, Berlín, Dresde Aviñón, Leipzig) y Sudamérica (Teatro Colón de Buenos Aires y Santiago de Chile).
Debutó en el Metropolitan Opera de Nueva York como Isolda dirigida por James Levine en 2008 reemplazando a la indispuesta soprano programada (Deborah Voigt)..
Casada con un actor alemán, Janice Baird vive entre Berlín y Rota (Cádiz), España.